# Vas
Vas je podeželsko naselje, ki je izrazito agrarnega značaja ter nima pomembnejših upravnih, političnih,... funkcij, dejavnosti in ustanov.
Manjše naselje od vasi je zaselek, medtem ko sta večja trg in mesto.
Vasi so bile poglavitna oblika naselij skozi zgodovino človeštva do industrijske revolucije; z industrializacijo in urbanizacijo se je zmeraj bolj večal pomen mest.

## Oblike vasi
- urbanizirana ali spalna vas
- obcestna ali dolga vas
- gručasta vas
- (gorska vas)
- razložena vas (pomensko se delno prekriva z razloženim naseljem)

## Podeželska naselja
Poleg vasi poznamo tudi druga podeželska naselja:
- samotne kmetije (lahko je več kmetijskih poslopij, praviloma tu živijo prebivalci ene družine),
- zaselki (do deset družin),
- razložena naselja (navadno v obpanonskih gričevjih, posamezne hiše so med seboj precej oddaljene in razložene po slemenu griča).